# Lambula dampierensis
Lambula dampierensis är en fjärilsart som beskrevs av Rothschild 1916. Lambula dampierensis ingår i släktet Lambula och familjen björnspinnare. Inga underarter finns listade i Catalogue of Life.